# Centro M.T. Abraham de Artes Visuais
O Centro M.T. Abraham de Artes Visuais é uma instituição artística sem fins lucrativos. Sua sede está localizada em Paris, França, e suas coleções são guardadas em Genebra, Suíça. Foi fundado pelos descendentes de Mansur Tamir Abraham, após sua morte em 1999. Sua intenção é incentivar o interesse público pelo Modernismo, Impressionismo, e Arte Moderna da Rússia e da Europa, colecionando obras que podem ser emprestadas "apenas para fins de exibição ou estudos por instituições públicas".
Em 2011, seu acervo possui mais de 300 obras de arte, de mais de 50 artistas, concentrando-se principalmente no Modernismo europeu e russo dos Séculos XIX e XX. Entre os artistas encontram-se Salvador Dalí, Natalia Goncharova, Mikhail Larionov, Kazimir Malevich, Joan Miró, Henri Rousseau, Vladimir Tatlin e Vladimir Titov. O centro possui uma coleção completa de esculturas de Edgar Degas, que foram emprestadas para instituições como a Galeria de Arte Nacional, em Sofia, Bulgária, o Museu de Arte de Tel Aviv, em Israel, e o  Instituto Valenciano de Arte Moderna.

## História

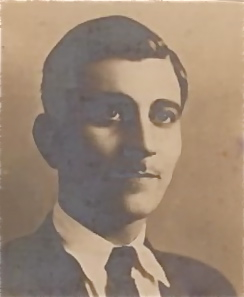
Mansur Tamir Abraham

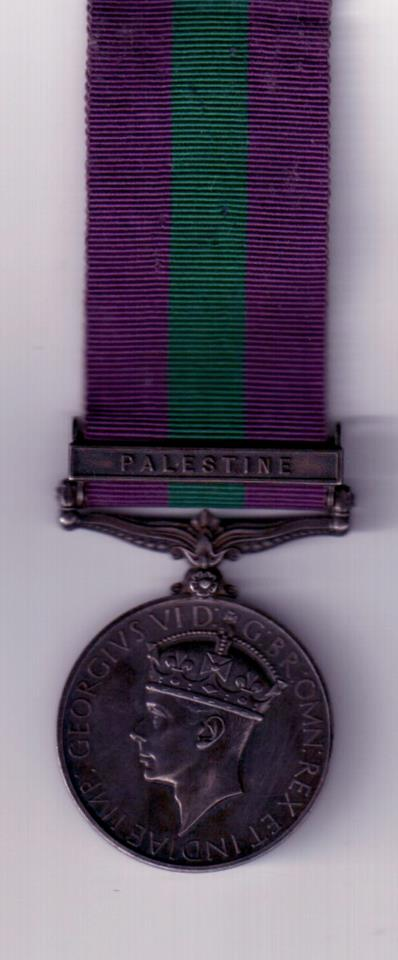
Abraham's George Medal.

A organização foi fundada em 2004, pelos familiares de Mansur Tamir Abraham. M. T. Abraham (nascido em 27 de abril de 1912) era natural de Áden, Iêmen, durante a ocupação britânica do local. Ele tornou-se uma autoridade jurídica em legislação africana e asiática, e recebeu da Grã-Bretanha a Medalha George por seu trabalho. Abraham era também um colecionador de arte meticuloso e interessado, concentrando-se principalmente em obras de arte da Rússia e da Europa Ocidental. Muitas das obras adquiridas por ele não eram consideradas importantes, na época. Abraham faleceu em 9 de janeiro de 1999, aos 86 anos de idade.
Em 2004, seus filhos e netos transformaram sua coleção no Centro M.T. Abraham de Artes Visuais, uma organização sem fins lucrativos. O atual presidente é Amir Gross Kabiri. Sua base está em Genebra, Suíça, com escritórios em Paris, França.

## Missão
A missão do centro é incentivar o interesse público pelo Modernismo, Impressionismo, e Arte Moderna da Rússia e da Europa, colecionando obras "apenas para fins de exibição ou estudos por instituições públicas". O centro possui um programa de empréstimos, tornando assim suas obras disponíveis para exibições públicas em instituições credenciadas, incluindo museus que, em outras situações, não teriam meios para organizar mostras desse porte.
Sua missão educacional é incentivar "mostras que encorajarão o interesse e a compreensão da arte e de sua história, contexto e significado". Exposições patrocinadas pelo centro são acompanhadas por programas educacionais para crianças e jovens adultos, com a participação de artistas, educadores e outros profissionais do mundo da arte. O centro também oferece apoio para jovens artistas e estudantes na área de estudos judaicos.

## Coleções
Em 2011, o centro possuía mais de 300 obras de arte, de mais de 50 artistas. O foco da coleção é o Modernismo europeu e russo dos Séculos XIX e XX. Os estilos cobertos nesse período incluem Impressionismo, Pós-impressionismo, Construtivismo, Cubismo, Cubofuturismo, Neoprimitivismo, Raionismo, Suprematismo e Futurismo. O centro possui uma coleção completa de esculturas de Edgar Degas, que foram emprestadas para instituições como a Galeria de Arte Nacional, em Sofia, Bulgária, o Museu de Arte de Tel Aviv, em Israel, e o  Instituto Valenciano de Arte Moderna. A lista a seguir inclui parte dos artistas que constam da coleção:
- Avigdor Arikha
- Alexei Chostenko
- Salvador Dali
- Edgar Degas
- Natalia Goncharova
- Boris Grigoriev
- Menashe Kadishman
- Raffi Kaiser
- Boris Kleint
- Moshe Kupperman
- Mikhail Larionov
- Uri Lifshitz
- Nadav Lifshitz
- Lazar Lissitzky
- Kazimir Malevich
- Zwi Milshtein
- Joan Miró
- Vera Pestel
- Nikolai Pirosmani-Shvili
- Vladimir B. Rosine
- Henri Rousseau
- David Shterenberg
- Sergei Senkin
- Vladimir Tatlin
- Vladimir Titov